# Kruis van Verdienste (Pruisen)
Het Kruis van Verdienste van Pruisen (Duits: "Verdienstkreuz"), was een van de ongeveer 430 onderscheidingen van Pruisen. In het militaristische en standsbewuste Pruisen werden ridderorden en onderscheidingen zeer op prijs gesteld. Het kruis werd op 27 januari 1912 in twee graden ingesteld door de Duitse Keizer en Pruisische Koning Wilhelm II. Het was geen Duitse onderscheiding, Wilhelm stichtte deze decoratie in zijn hoedanigheid van Koning van Pruisen. Het kruis kon aan Duitsers en vreemdelingen worden verleend voor "verdiensten voor Pruisen".

## Klassen
- Ie Klasse met Gouden Kroon
- Ie Klasse
- IIe Klasse met Zilveren Kroon
- IIe Klasse

De kronen werden in bijzondere gevallen verleend.
Toen in de loop van de Eerste Wereldoorlog duidelijk werd dat er vele duizenden Duitse onderdanen voor hun inzet in de oorlogseconomie en het op velerlei wijze steunen van de oorlogsinspanning moesten worden gedecoreerd weigerde de Duitse regering bij nader inzien om daarvoor het Kruis van Verdienste te gebruiken. Men dacht aan het verlenen van dit kruis aan het bijzondere zesmaal zwargestreepte witte lint met de rode biesen te verlenen dat ook voor de Kroonorde in oorlogstijd werd gebruikt. Het kruis werd daarvoor uiteindelijk te duur gevonden. De regering wilde het Algemeen Ereteken en het IJzeren Kruis aan het witte lint voor non-combattanten evenmin devalueren door deze onderscheidingen al te vaak toe te kennen. Van het op grote schaal verlenen van Pruisische Ridderorden zoals de IVe Klasse van de Kroonorde en de Orde van de Rode Adelaar kon in het standsbewuste land al evenmin sprake zijn.
Men koos voor een merkwaardige oplossing, er werd een Kruis van Verdienste voor Oorlogshulp, (Duits: "Verdienstkreuz für Kriegshilfe"), ingesteld waarvan de voorzijde en de armen gelijk waren aan die van het Kruis van Verdienste. De keerzijde van het nieuwe kruis week af van dat van het Kruis van Verdienste omdat daar "FÜR KRIEGS VERDIENST" stond. Dit nieuwe kruis werd van goedkoop zink vervaardigd maar het stond officieel hoger in aanzien dan de IVe Klasse van de Pruisische ridderorden. Het werd aan het exclusieve zesmaal zwartgestreepte witte lint met de rode biesen op een eervolle plaats in het knoopsgat van de uniformjas gedragen maar omdat er honderdduizenden van deze zinken kruisen werden verleend kreeg deze onderscheiding nooit het prestige van het Kruis van Verdienste.

## Het kruis
Het versiersel is een achtpuntig zilveren of verguld zilveren kruis met acht punten, een zogenaamd "Kruis van Malta", en een centraal medaillon waarop op beide zijden het sierlijke gekroonde monogram van de stichter, "WR" wat voor Wilhelmus Rex staat, is afgebeeld.
Men droeg het kruis aan een blauw lint met brede gouden rand op de linkerborst. Na de dood van de gedecoreerde moet het kruis weer worden ingeleverd. Dat was ook bij bevordering tot de Ie Klasse of het toekennen van een Kruis van Verdienste met kroon verplicht.
De kruisen waren van 1912 tot 1916 van verguld brons of massief zilver. Het materiaal in het zilveren kruis voor de IIe Klasse is goedkoper dan het vergulde brons van de Ie Klasse.
Het gebruikte materiaal varieerde, toen Pruisen in 1916 door de Eerste Wereldoorlog in grote economische nood kwam werd voor verguld oorlogsmetaal, een legering van zink, gekozen. De IIe Klasse werd nu van verzilverd zink gemaakt.